# 1998 au Canada
Pour un article plus général, voir Chronologie du Canada.
Cet article traite des événements qui se sont produits durant l'année 1998 au Canada.

## Événements

### Janvier
- 4 au 10 janvier : verglas massif de 1998 en Ontario, Québec et Nouveau-Brunswick.

### Mars
- 24 mars : élection générale en Nouvelle-Écosse — le Parti libéral et le Nouveau Parti démocratique remportent tous deux le même nombre de sièges à la Chambre d'Assemblée ; les libéraux réussissent néanmoins à se maintenir au pouvoir en formant un gouvernement minoritaire avec l'appui du Parti progressiste-conservateur.

### Juillet
- 17 juillet : Le Canada et d'autres pays signent le Statut de Rome lors de la Conférence de Rome qui a lieu à Rome en Italie

### Août
- Premier festival international de musiques militaires de Québec.
- 8 août : 10e anniversaire de la mort de Félix Leclerc.

### Septembre
- 2 septembre : Écrasement du Vol 111 Swissair au large de la baie de Peggys Cove à la suite d'un incendie dans le plafond de la cabine. L'appareil de type  McDonnell Douglas MD-11 de la compagnie Swissair, reliant New York (JFK) à Genève (GVA), tentait de rejoindre la terre ferme pour un atterrissage d'urgence. L'écrasement coûtera la vie des 215 passagers et 14 membres d'équipage. Lors de ce vol, 115 Américains, 49 Suisses, 44 Français et 4 Canadiens étaient à bord entre autres.
- 17 et 18 septembre : Sommet du Conseil de l'Arctique à Iqaluit

### Novembre
- 30 novembre : élection générale au Québec — le Parti québécois conserve sa majorité à l'Assemblée nationale ; le Parti libéral forme l'opposition officielle.

### Décembre
- 26 décembre (jusqu'au 5 janvier 1999) : Championnat du monde junior de hockey sur glace 1999 au Winnipeg Arena à Winnipeg.

## Autres événements
- Championnat du monde de roller in line hockey FIRS à Winnipeg au Manitoba
- Jeux d'hiver de l'Arctique à Yellowknife aux Territoires du Nord-Ouest
- Défi mondial des moins de 17 ans de hockey à Kitchener et Swift Current

## Naissances en 1998
- 16 mai : Ariel Waller, actrice.

## Décès en 1998
- Stanley Bréhaut Ryerson, historien.
- Oscar Thiffault, chanteur folklorique.
- 13 mars : Bill Reid, sculpteur.
- 18 mars : E. B. (Ted) Jolliffe, chef du Nouveau Parti démocratique de l'Ontario.
- 7 avril : Nick Auf Der Maur, journaliste.
- 16 avril : Marie-Louise Meilleur, doyenne de l'humanité.
- 4 mai : Alfred Carrothers, président d'université et de la Commission Carrothers.
- 28 mai : Phil Hartman, acteur et scénariste.
- 27 juin : Joyce Wieland, peintre et réalisatrice.
- 16 juillet : Lucien Lamoureux, politicien.
- 13 novembre : Michel Trudeau, l'un des fils du premier ministre du Canada Pierre Trudeau.
- 23 décembre : David Manners, acteur.
- 24 décembre : Syl Apps, joueur de hockey sur glace.